# Krakowiak (taniec)

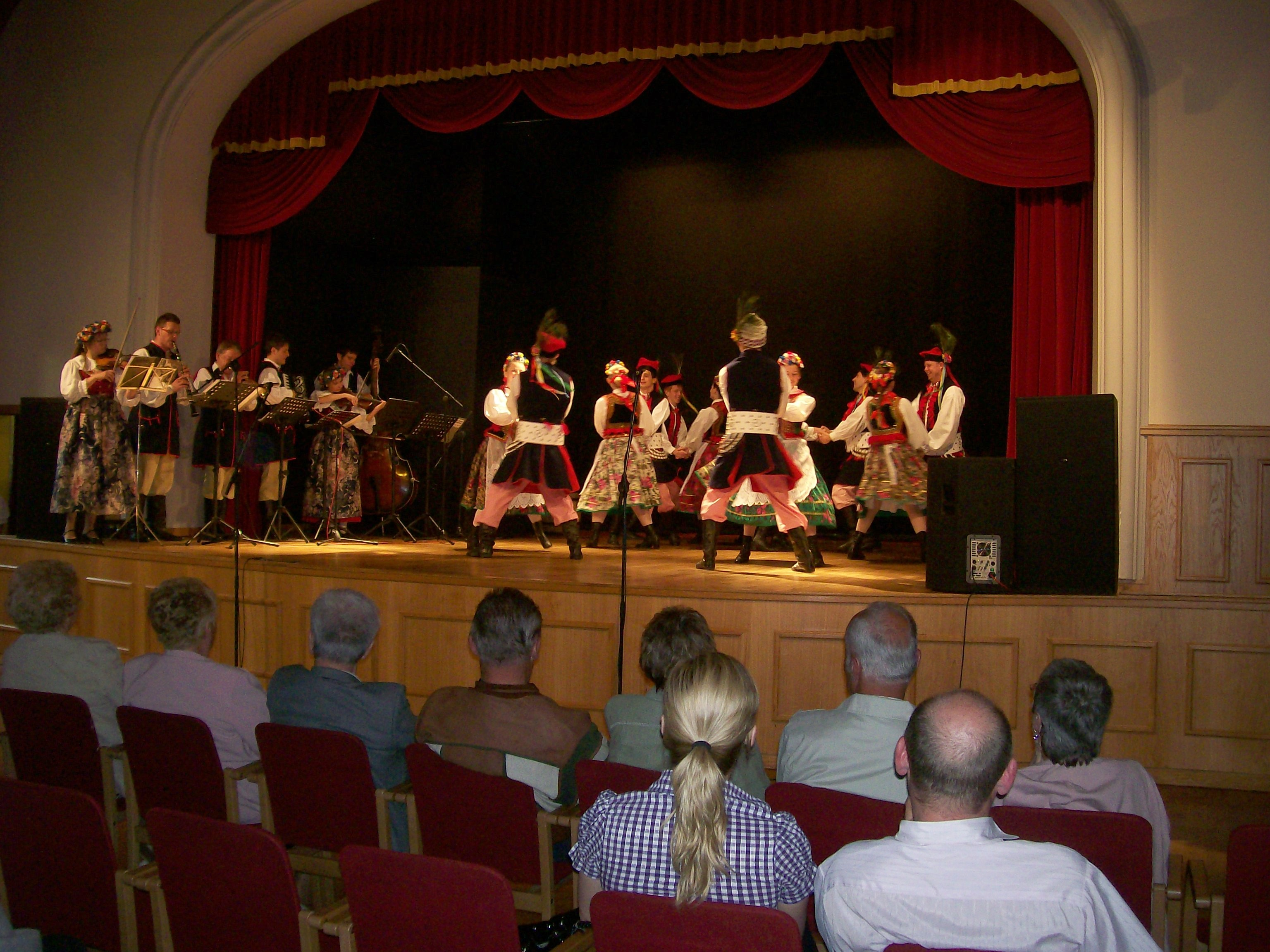
Zespół Pieśni i Tańca „Zawiercie” prezentujący krakowiaka

Krakowiak – polski taniec ludowy, zaliczany do polskich tańców narodowych, w metrum parzystym (zwykle) 2/4. 
W regionie krakowskim taniec posiadał różne lokalne nazwy: mijany, dreptany, ścigany, skalbmierzak, proszowiak, przebiegany i in  W XVIII w. w coraz większym stopniu krakowiak wiązał się z charakterystycznym synkopowanym rytmem. Pierwsze publikacje z zapisem nutowym pochodzą z lat 1816-1820. W krakowiaku towarzyskim lub scenicznym zazwyczaj śpiewa się tańcząc lub jest to forma wyłącznie instrumentalna. Krakowiak w wykonaniu ludowym rozpoczyna się przyśpiewką, opartą zwykle na 4 dwutaktowych frazach 6-zgłoskowych, wykonywaną przed tańcem.

## Krakowiak stylizowany
Stylizowane melodie krakowiaków były tworzone przez zawodowych kompozytorów.
Utwory muzyczne oparte na ludowym krakowiaku stworzyli m.in.:
- Fryderyk Chopin – Krakowiak op.14 na fortepian i orkiestrę (1828)
- Maurycy Moszkowski – Krakowiak na fortepian
- Roman Statkowski - Krakowiak D-dur op. 7 "Alla cracovienne" na skrzypce i fortepian
- Władysław Żeleński - Krakowiak op. 47 na fortepian na 4 ręce
- Ignacy Jan Paderewski – Krakowiak fantastyczny
- Henryk Opieński - Krakowiak op. 7 na fortepian
- Karol Szymanowski – Krakowiak na fortepian
- Ludomir Różycki – w balecie Pan Twardowski (1921)
- Michaił Glinka – w operze Iwan Susanin